# Tai Kang
Tai Kang (kineski 太康) bio je treći kralj Kine iz dinastije Xije, sin kralja Qija te brat kralja Zhong Kanga i princa Wuguana.
Tai Kang je zavladao nakon očeve smrti. Ime njegove majke je nepoznato. Nije vladao dobro i obožavao je loviti.
Njegov je glavni grad bio Zhenxun.
Tai Kang je vladao oko 19 godina te je utopljen u jezeru, a naslijedio ga je brat Zhong.